# مايك مارتن (لاعب كرة قاعدة أمريكي)
مايك مارتن (بالإنجليزية: Mike Martin)‏ هو لاعب كرة قاعدة أمريكي، ولد في 3 ديسمبر 1958 في بورتلاند في الولايات المتحدة.

## وصلات خارجية
- مايك مارتن على موقعبيزبول رفرنس.كوم (الدوري الرئيسي) (الإنجليزية)
- مايك مارتن على موقعبيزبول رفرنس.كوم (الدوري الثانوي) (الإنجليزية)